# AuthInfo
AuthInfo, auch als AuthInfo-Code oder Auth-Code bezeichnet, ist ein bei der DENIC hinterlegtes Passwort, das zum Umzug einer Domain unterhalb von .de zu einem anderen Provider benötigt wird. Das Wechselverfahren ist auch als CHPROV (englisch change provider ‚Provider wechseln‘) bekannt.
Ein früheres Wechselverfahren wurde als Konnektivitäts-Koordination (kurz KK) bezeichnet. Davon abgeleitet war der Ausdruck eines KK-Antrags, der unter deutschen Providern auch für andere Top-Level-Domains verwendet wurde, obwohl die Verwaltungsstellen (NICs) jeweils eigene Bezeichnungen (meist Domain-Transfer) und oftmals auch ganz andere technische Abläufe für solch einen Vorgang hatten.

## Zuständigkeitsstrukturen von Providern und DENIC
Die DENIC eG ist genossenschaftlich organisiert, d. h., sie wurde von Internetprovidern als zentrale Verwaltungsstelle für die Top-Level-Domain .de gegründet, um für diese Provider die Verwaltung zu übernehmen.
Die Provider bieten die Dienstleistung „Registrierung einer .de-Domain“ sowohl direkt am Markt als auch gegenüber Wiederverkäufern an, die sich ihrerseits wieder direkt an Kunden, und eventuell auch an Wiederverkäufer wenden.
Ein Domaininhaber hat also entweder direkt bei einem DENIC-Mitglied oder bei einem Provider, der seinerseits direkt oder indirekt bei einem DENIC-Mitglied Kunde ist, eine Domain registriert.

## Technischer Ablauf

### CHPROV-Verfahren über AuthInfo
Seit dem 9. Dezember 2008 bietet die DENIC eG dieses inzwischen einzig zulässige Providerwechsel-Verfahren an. Es basiert auf der Übermittlung eines Passworts, der AuthInfo. Diese AuthInfo ist nur für diesen speziellen Vorgang gültig und bezieht sich auf eine bestimmte Domain.
Der erste Vorteil des neuen Verfahrens ist der beschleunigte Ablauf des Providerwechsels. Da eine AuthInfo nur dem aktuellen Domaininhaber bekannt ist, kann ein Providerwechsel mit AuthInfo ohne zusätzliche Bestätigung des Domaininhabers durch seinen alten Provider sofort durchgeführt werden. Ein weiterer Vorteil ist die Möglichkeit, bei einem Providerwechsel einen gleichzeitigen Inhaberwechsel durchzuführen. So können zum Beispiel Schreibfehler beim Domaininhaber ohne einen getrennten Auftrag des Domaininhabers sofort korrigiert oder die Domain nach einem Verkauf in einem Schritt auf den neuen Inhaber übertragen werden.
In der Regel wird die AuthInfo über das DENIC-Mitglied, das die Domain aktuell verwaltet, bei der DENIC hinterlegt (AuthInfo1). Alternativ kann auch ein beliebiges anderes DENIC-Mitglied kostenpflichtig die Hinterlegung einer AuthInfo beantragen (AuthInfo2). Die AuthInfo2 wird von der DENIC eG generiert und dem Domaininhaber per Einschreiben zugeschickt. Der Transfer kann auch zu einem anderen als dem Mitglied, das die AuthInfo2 beantragt hat, erfolgen.

### Asynchrones Verfahren
Vor der Einführung von AuthInfo kam ein asynchrones Verfahren zum Einsatz, das bis zum 1. Februar 2010 noch parallel weiter betrieben wurde. Hierbei wurde das Wechselverfahren durch einen KK-Antrag beim neuen Provider gestartet.
Der Provider sollte laut DENIC-Richtlinien prüfen, ob der Kunde dazu berechtigt ist. Das war anzunehmen, sofern der Eintrag des Admin-C der Domain mit den Kundendaten identisch ist.
War der Provider ein direktes DENIC-Mitglied, so sendete er über das elektronische Interface (PGP-signierte E-Mail) oder das Realtime Registry Interface (kurz RRI) den Auftrag an die DENIC. War er kein Mitglied, so leitete er den Auftrag an seinen übergeordneten Provider weiter, der ihn ggf. noch weiter nach „oben“ in der Baumstruktur leitete, bis er ein DENIC-Mitglied erreichte.
Die DENIC verständigte aufgrund des KK-Antrags das bisher für die Domain zuständige DENIC-Mitglied. Dieser Provider verständigte seinerseits seinen Kunden (Direktkunde oder Provider ohne DENIC-Mitgliedschaft) von dem KK-Antrag und wartete auf eine Äußerung, ob dem Antrag stattgegeben werden kann, oder ob er abgelehnt werden soll. Die Antwort leitete der Provider dann zurück zur DENIC, die entsprechend handelte.
Schwieg der Kunde, so lehnte der bisherige Provider den KK-Antrag im Zweifel ab. Versäumte hingegen der Provider fünf Arbeitstage lang zu antworten, so wurde die Domain von der DENIC automatisch umgezogen. Alle Beteiligten erhielten über den vollzogenen Umzug eine Benachrichtigung.
Die möglichen Antworten auf einen KK-Antrag waren:
- ACK ist die Kurzform für „acknowledged“, und bedeutete ein Akzeptieren der KK/des Providerwechsels.
- NACK ist die Kurzform für „not acknowledged“, und bedeutete eine Ablehnung der KK/des Providerwechsels.
- LATEACK ist die Kurzform für „late acknowledged“. Hatte ein Provider den Wechsel bereits abgelehnt, und erhielt er verspätet vom Domaininhaber noch eine Zustimmung zum Wechsel, so konnte er bis zu 90 Tage später dem KK-Antrag noch zustimmen. Der LATEACK wurde bei Einführung des neuen AuthInfo-Verfahrens am 9. Dezember 2008 abgeschafft.

## Verfahren anderer Domainverwaltungsstellen (NIC)
Die NIC anderer Top-Level-Domains haben historisch bedingt oft ganz andere Strukturen und Verfahren.
Beispielhaft seien an dieser Stelle die Domains .ch und .li genannt, welche von SWITCH verwaltet werden. In der Schweiz erhielt jeder Domaininteressent lange Zeit nur direkt bei SWITCH einen Account für die Verwaltung seiner registrierten Domains, die notwendigen Nameserver sowie weitere Dienste wie HTTP oder SMTP musste er separat bei einem Provider seiner Wahl besorgen. Möchte so ein Domaininhaber den Provider wechseln, muss er lediglich bei SWITCH die neuen Nameserver für seine Domain eintragen, aber keinerlei Antrag stellen. Mittlerweile übernehmen Schweizer Provider allerdings auch die Registrierung neuer Domains bei SWITCH.